# Шерстюк, Виктор Степанович
Виктор Степанович Шерстюк (1915—1983) — советский инженер-технолог и организатор производства. Директор Воронежского шинного завода Министерства нефтеперерабатывающей и нефтехимической промышленности СССР. Герой Социалистического Труда (1971).

## Биография
Родился 20 декабря 1915 года в селе Голубовка, Славяносербского уезда Екатеринославской губернии в рабочей украинской семье.
С 1932 по 1937 годы проходил обучение в Московском институте тонкой химической технологии, по окончании которого получил специализацию инженера-технолога. С 1937 по 1941 годы работал на Ярославском подошвенном заводе в должностях — инженера и начальника цеха. 
С 1941 года призван в ряды Рабоче-Крестьянской Красной армии, участник Великой Отечественной войны, в последующем как высококвалифицированный специалист был направлен на работу в качестве начальника цеха на Воронежский шинный завод, проработав на этой должности весь период войны. 14 марта 1945 года Указом Президиума Верховного Совета СССР «за успешное выполнение заданий Государственного Комитета обороны по обеспечению резиновыми изделиями Красной армии и оборонной промышленности» Виктор Степанович Шерстюк был награждён Орденом Трудового Красного Знамени.  
С 1946 по 1948 годы работал в должности — главного инженера Воронежского шинного завода. С 1948 по 1954 годы работал в должности главного инженера  Омского шинного завода. 
С 1954 по 1973 годы, в течение девятнадцати лет, В. С. Шерстюк являлся руководителем Воронежского шинного завода Министерства нефтеперерабатывающей и нефтехимической промышленности СССР. Под руководством и при непосредственном участии В. С. Шерстюка на предприятии прошла полная модернизация производства, на особо важных производственных участках была внедрена автоматизированная система управления и новые технологические решения, благодаря этому изделия предприятия начали экспортироваться в зарубежные страны, такие как: ГДР, Чехословакия, Румыния, Болгария, Венгрия, Куба, Индия и Египет. В 1966 году Указом Президиума Верховного Совета СССР «за выдающиеся достижения в труде и по итогам семилетнего плана (1959—1965)» Воронежский шинный завод под руководством В. С. Шерстюка был награждён Орденом Ленина.
28 мая 1966 года Указом Президиума Верховного Совета СССР «за выдающиеся достижения в труде и по итогам семилетнего плана» Виктор Степанович Шерстюк был награждён Орденом Ленина.
26 апреля 1971 года Указом Президиума Верховного Совета СССР «за выдающиеся успехи в выполнении производственных заданий пятилетнего плана, внедрение передовых методов труда и достижение высоких технико-экономических показателей в нефтеперерабатывающей и нефтехимической промышленности» Виктор Степанович Шерстюк был удостоен звания Героя Социалистического Труда с вручением Ордена Ленина и золотой медали «Серп и Молот». 
Помимо основной деятельности занимался и общественно-политической работой: избирался депутатом Воронежского областного исполнительного комитета Совета народных депутатов, в 1966 году делегатом XXIII съезда КПСС. 
С 1973 года вышел на заслуженный отдых.
Скончался 14 июля 1983 года в Воронеже.

## Награды
- Медаль «Серп и Молот» (26.04.1971)
- Орден Ленина (28.05.1966; 20.04.1971)
- Орден Трудового Красного Знамени (14.03.1945[2])
- Медаль «За трудовую доблесть»  (10.10.1953)
- Медаль «За трудовое отличие»  (05.01.1950)
- Медаль «В ознаменование 100-летия со дня рождения Владимира Ильича Ленина»